# Hermann Nortorp
Hermann Nortorp OP († 1467) war ein Bremer Kleriker.
Nortorp war seit 1443 Mitglied des Dominikanerordens. Er war von 1453 bis zu seinem Tod 1467 Weihbischof im Erzbistum Bremen. 
Nortorp war zudem Titularbischof von Belvoir in der Region Bourgogne-Franche-Comté. 